# Gallipolis
Gallipolis è una località degli Stati Uniti d'America, capoluogo della contea di Gallia, nello Stato dell'Ohio.